# Combat 2
Combat 2 é um jogo eletrônico para Atari 2600. Originalmente anunciado em 1982, ele foi posteriormente cancelado. Desenvolvido pela Atari, o jogo supostamente seria uma sequência do clássico para Atari Combat, que foi um dos nove títulos de lançamento do Atari 2600 (Na época conhecido como Video Computer System). Em 2005, ele finalmente foi lançado na coleção de clássicos Atari Flashback 2.